# Буланая, Надежда Андреевна
Надежда Андреевна Буланая (бел. Надзея Андрэеўна Буланая; род. 27 июня 2001 года, Киров, Беларусь) — белорусская спортсменка, борец вольного стиля. Двухкратная чемпионка Республики Беларусь 2022-23. Мастер спорта по вольной борьбе.

## Биография
Надежда родилась 27 июня 2001 года в агрогородке Киров Гомельской области Республики Беларусь. Начала серьезно заниматься вольной борьбе после поступление в училище олимпийского резерва в 2014 году.

## Спортивная карьера
Надежда неоднократная победительница республиканских первенств среди кадетов и юниоров. В 2018 году она выиграла бронзовую медаль первенства Европы среди кадетов, одолев в матче за 3-е место польку Софию Полофщук. В начале 2019 года Надежда выполнила норматив мастера спорта Республики Беларусь по вольной борьбе. В феврале 2019 года стала третьей на первенстве страны до 23 лет в весе до 62 кг. В марте 2019 года стала второй на международном турнире в Риге (Литва), уступив в финале своей соотечественнице Кристине Сазыкине. В июне 2019 года Буланая неудачно выступила на первенстве Европы среди юниоров в Испании, выбыв в первом же круге. В январе 2020 года Буланая стала обладательницей бронзовой медали взрослого чемпионата Республики Беларусь. В августе 2020 добыла серебро на первенстве страны до 23 лет, уступив в финале лишь Татьяне Павлове из Витебской области. В сентябре 2020 года она победила на первенстве Республики Беларусь среди юниоров. В начале 2021 года стала снова третьей на чемпионате Белоруссии в весе до 62 кг. В феврале 2021 года финишировала с бронзовой медалью на первенстве Белоруссии среди юниоров и пятой на первенстве Европы среди юниоров в Дортмунде (Германия). На первенстве мира среди юниоров 2021 в Уфе (Россия) стала лишь 11-й. В январе 2022 года впервые стала чемпионкой страны среди взрослых в весе до 59 кг. В июне 2022 года Буланая выиграла международный турнир памяти Николая Королёва в Могилёве (Беларусь). В сентябре 2022 года Надежда стала второй на гран-при Александр Медведь в Минске (Беларусь). В октябре 2022 года Буланая выиграла бронзовую медаль второго турнира лиги Поддубного в Москве (Россия). В начале 2023 года стала во второй раз чемпионкой Республики Беларусь, в финале весовой категории до 59 килограмм она взяла реванш у своей давней сопернице Кристине Сазыкине из Могилёвской области. В апреле 2024 года стала второй на первенстве Республики Беларусь до 23 лет. В августе 2024 года пришла с бронзой на чемпионате Республики Беларусь в весе до 62 кг. В январе 2025 выиграла бронзовую медаль на кубке Ивана Ярыгина в Красноярске (Россия).

## Спортивные результаты
Взрослый уровень
- 2022, 2023 Чемпионат Белоруссии — ;
- 2020, 2021, 2024 Чемпионат Белоруссии — ;
- 2023 II Игры стран СНГ — ;
- 2024 игры БРИКС — ;[10]
- 2025 Кубок Ивана Ярыгина — ;
- 2025 Гран-При Александр Медведь — ;[11]

Юниорский уровень
- 2020 Первенство Белоруссии — ;
- 2020, 2024 Первенство Белоруссии до 23 лет — ;
- 2021 Первенство Белоруссии — ;

Кадетский уровень
- 2018 Первенство Белоруссии — ;
- 2018 Первенство Европы — ;